# واين بيترسون
واين بيترسون (بالإنجليزية: Wayne Peterson)‏ هو ملحن أمريكي، ولد في 3 سبتمبر 1927 في ألبرت ليا في الولايات المتحدة.

## وصلات خارجية
- واين بيترسون على موقع ميوزك برينز (الإنجليزية)
- واين بيترسون على موقع أول ميوزيك (الإنجليزية)
- واين بيترسون على موقع ديسكوغز (الإنجليزية)